# Robert A. Heinlein
Robert Anson Heinlein (/ˈhaɪnlaɪn/ Butler, Misuri; 7 de julio de 1907 - Carmel, California; 8 de mayo de 1988) fue un escritor estadounidense de ciencia ficción. Ganó cuatro premios Hugo por Estrella doble (1956), Tropas del espacio (1960), Forastero en tierra extraña (1962) y La Luna es una cruel amante (1967). Fue elegido en 1974 Gran Maestro por la Asociación de escritores de ciencia ficción y fantasía de Estados Unidos (SFWA), convirtiéndose así en el primer galardonado con esta distinción.
Habitualmente riguroso en cuanto a la base científica en sus historias, incluso sus historias de fantasía contienen una estructura científica lógica. Una de las características que definen su escritura fue el introducir en la temática de la ciencia ficción la administración, la política, la economía, la lingüística, la sociología y la genética. Fue también uno de los abanderados del individualismo, lo cual quedaba reflejado en la riqueza de los personajes (ejemplo claro es Lazarus Long), tanto en conocimientos, como en habilidades.
Otro de los temas recurrentes en este autor es cuestionar las costumbres contemporáneas, culturales, sociales y sexuales, describiendo sociedades con ideales bastante alejados de los de la sociedad occidental de su época. Estas ideas se reflejan en varios de sus libros, como en Forastero en tierra extraña o El número de la bestia (1980).
Un relato que sobresale por su predicción social fue Solución insatisfactoria (1941), en la que predice que durante la creación inicial de armas atómicas, en Estados Unidos se creería que será el arma definitiva de control mundial. Y en el mismo relato se predice también la "amenaza nuclear" por la que muchos países se abstendrían de usar la guerra –y estas armas– ante la inminente destrucción tanto propia como de su contrincante.
En sus obras de ficción, Heinlein acuñó varios términos que han pasado a formar parte del idioma inglés, tales como grok y waldo, entre otros.

## Biografía

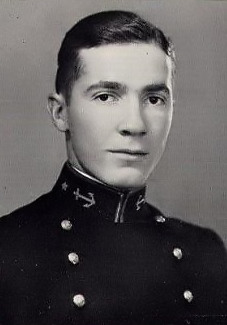
El cadete Heinlein en 1929 en el anuario de la Academia Naval de Estados Unidos.

Heinlein nació en Butler, un pequeño pueblo del condado de Bates, Misuri, el 7 de julio de 1907. Hijo de Rex Ivar Heinlein, un contable, y Bam Lyle Heinlein, fue el tercero de siete hermanos (cuatro hombres y tres mujeres).
Poco después de su nacimiento la familia se mudó a Kansas City, Misuri, donde se crio. Recibió su educación básica en la Central High School, donde se graduó en 1924. Siguiendo el ejemplo de su hermano mayor Rex, continuó sus estudios en la Academia Naval de Estados Unidos en Annapolis (Maryland) hasta 1929, cuando se graduó como ingeniero mecánico. Su primer destino fue el 'USS Lexington ', uno de los dos primeros portaaviones de la armada estadounidense y donde trabajó en radiocomunicaciones. Posteriormente sirvió en el destructor USS Roper, alcanzando el grado de teniente. En 1929 contrajo matrimonio en Los Ángeles con Eleanor Curry de Kansas City; aunque este enlace solo duró un año.
Su andadura militar finalizó pronto, en 1934 y con 27 años, cuando lo retiraron como no apto para el servicio por motivos médicos tras una larga convalecencia debido a una tuberculosis. Se había casado en 1932 con Leslyn MacDonald y se encontraba en Los Ángeles, retirado con una pequeña pensión, insuficiente para mantenerse. Hasta 1939 se dedicó a diversas ocupaciones, entre ellas una breve incursión en la política.
En este año comenzó a publicar ciencia ficción, con el envío a la revista Astounding Science-fiction del relato "La línea de la vida" ("Lifeline"). En dos años alcanzó la fama en el mundo de la ciencia ficción, pero entonces su país entró en la Segunda Guerra Mundial y Heinlein dejó la literatura para unirse de nuevo a la Armada.
Sin embargo fue rechazado de nuevo por motivos médicos. Finalmente consiguió colaborar en el esfuerzo bélico trabajando como ingeniero civil en la Naval Air Experimental Station, cerca de Filadelfia, un laboratorio de materiales de la Armada. En cuanto la contienda terminó, dejó el laboratorio, volvió a California y buscó agentes literarios para introducirse en nuevos mercados. Y consiguió lo que quería, llegando a publicar en el Saturday Evening Post, la revista que mejor pagaba y la más prestigiosa de la época. Esto supuso un empuje para el género de la ciencia ficción, que comenzaba así, de la mano de Heinlein, a salir del gueto. En este periodo, Heinlein empezó a escribir los llamados “libros juveniles”, libros de aventuras para adolescentes. También en estos años se complicó su situación personal, llegando en 1948 a divorciarse de Leslyn. Enseguida volvió a contraer matrimonio, con Virginia Doris Gerstenfeld, a la que había conocido en su trabajo durante la guerra. Este matrimonio duró hasta el final de su vida, y además Virginia se convirtió en la principal colaboradora de Heinlein en su trabajo.
Se instaló con ella en Colorado Springs y continuó escribiendo. En 1948 creó un guion que se llevó al cine con su colaboración el año siguiente bajo el título Con destino a la Luna (Destination Moon). Durante los años 1950, cosechó dos premios Hugo, uno en 1956 por  Estrella doble (Double Star) y otro en 1959 por  Tropas del espacio (Starship Troopers), novela que, para sorpresa de Heinlein, resultó polémica a la par que exitosa. En 1960 finalizó una de sus obras más importantes, Forastero en tierra extraña (Stranger In A Strange Land) extensa novela que recortó a petición del editor a pesar de lo cual ganó de nuevo el premio Hugo de 1962.
Debido a problemas de salud de su esposa, en 1965 los Heinlein volvieron a California, esta vez a Santa Cruz. En 1967 ganó de nuevo el Hugo por La Luna es una cruel amante (The Moon Is A Harsh Mistress). Durante la década de 1970 sufrió numerosos problemas de salud, lo que provocó un significativo descenso en su producción literaria. En 1970 una peritonitis casi acabó con su vida. Su recuperación se alargó durante más de dos años y requirió múltiples transfusiones de sangre. En 1978 se le diagnosticó una obstrucción en una arteria carótida y fue intervenido para hacerle un baipás, una de las primeras operaciones de dicho tipo que se realizaron. En 1973 había publicado Tiempo para amar (Time Enough For Love) y la siguiente novela, El número de la bestia (The Number of The Beast), no fue publicada hasta 1980. La siguieron otras cuatro novelas hasta que el 8 de mayo de 1988 falleció apaciblemente mientras dormía. Fue incinerado y sus cenizas fueron esparcidas sobre el océano Pacífico, las de su esposa Virginia lo siguieron cuando murió en 2003.
El asteroide (6312) Robheinlein fue nombrado en su honor.